# Zespół Morquio
Zespół Morquia (ang. Morquio syndrome, mucopolysaccharydosis type IV A-D) – jedna z dziedziczonych autosomalnie recesywnie mukopolisacharydoz.

## Historia
Chorobę opisali niezależnie od siebie w tym samym 1929 roku Luis Morquio w Montevideo i James Frederick Brailsford z Birmingham. 

## Etiologia
Zespół Morquia spowodowany jest mutacją z utratą funkcji w jednym z genów kodujących enzymy: 
GLB1 w locus 3p21.33 kodującym beta-galaktozydazę (typ B) albo GALNS w locus 16q24.3 kodującym sulfatazę galaktozaminy (typ A). 

## Objawy i przebieg
W zespole Morquia poza karłowatością, garbem lędźwiowym i deformacją klatki piersiowej oraz twarzy (wspólne cechy mukopolisacharydoz) stwierdza się objawy specyficzne:
- czasami zaburzenia rozwoju umysłowego
- niedomykalność zastawki aortalnej
- zmętnienie rogówki
- wydalanie keratosiarczanu z moczem
- znaczne zmiany kostne, mogące prowadzić do porażeń w mechanizmie podwichnięcia między kręgiem szczytowym i obrotnikiem.